# Перал (Пруэнса-а-Нова)
Пера́л (порт. Peral) — район (фрегезия) в Португалии, входит в округ Каштелу-Бранку. Является составной частью муниципалитета Пруэнса-а-Нова. По старому административному делению входил в провинцию Бейра-Байша. Входит в экономико-статистический субрегион Пиньял-Интериор-Сул, который входит в Центральный регион. Население составляет 792 человека на 2001 год. Занимает площадь 25,63 км².

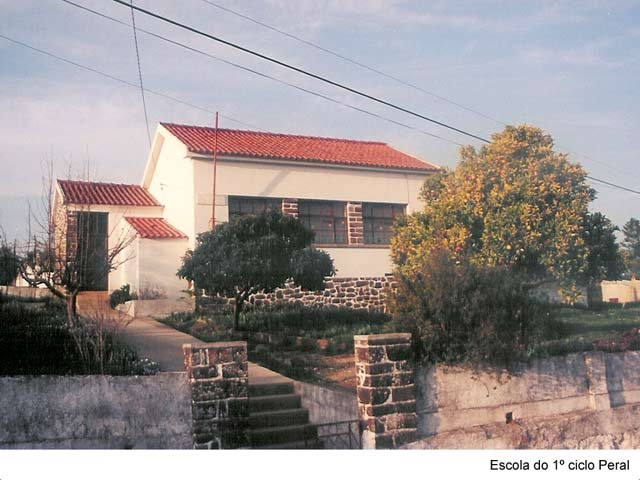